# Francisco Cerúndolo
Francisco Cerúndolo (* 13. August 1998 in Buenos Aires) ist ein argentinischer Tennisspieler.

## Privates
Cerúndolo hat einen jüngeren Bruder namens Juan Manuel, welcher ebenfalls Tennisspieler ist.

## Karriere
2016 spielte Cerúndolo sein erstes Profiturnier. Bislang spielte er fast ausschließlich Turniere auf der drittklassigen ITF Future Tour, auf der er im September 2018 sein erstes Finale erreichte, ehe er in den zwei Folgewochen seine ersten zwei Titel gewann. Mitte 2018 gewann er bei den Südamerikaspielen die Silbermedaille. Am Ende des Jahres stand er auf Platz 575 der Weltrangliste im Einzel. Seine Punkte wurden durch die Reform der Punkteverteilung der ITF ab 2019 nicht mehr für die ATP-Rangliste gezählt, wodurch er Anfang des Jahres nicht mehr dort geführt wurde.
2019 begann er abermals mit zwei Future-Titeln, die ihn in der separat geführten ITF-Rangliste steigen ließen. Von den Turnierverantwortlichen der Argentina Open erhielt Cerúndolo im Februar eine Wildcard für die Einzelkonkurrenz und damit sein erstes Match auf der ATP Tour. Hier unterlag er seinem Landsmann, der Nummer 50 der Welt Guido Pella, nachdem er den ersten Satz gewonnen hatte, mit 6:3, 4:6, 1:6. Etwa einen Monat später gelang dem Argentinier mit seiner erfolgreichen Qualifikation für das Challenger in Buenos Aires ebenfalls die Premiere auf der ATP Challenger Tour, wo er zum Auftakt verlor. Im März gewann er seinen dritten Future-Titel im Einzel sowie zeitgleich den ersten Titel im Doppel.

## Erfolge
| Legende (Anzahl der Siege) |
| Grand Slam                 |
| ATP Finals                 |
| ATP Tour Masters 1000      |
| ATP Tour 500               |
| ATP Tour 250 (3)           |
| ATP Challenger Tour (5)    |

| ATP-Titel nach Belag |
| Hartplatz (0)        |
| Sand (2)             |
| Rasen (1)            |

### Einzel

#### Turniersiege

##### ATP World Tour
| Nr. | Datum         | Turnier    | Belag | Finalgegner     | Ergebnis       |
| --- | ------------- | ---------- | ----- | --------------- | -------------- |
| 1.  | 17. Juli 2022 | Båstad     | Sand  | Sebastián Báez  | 7:64, 6:2      |
| 2.  | 1. Juli 2023  | Eastbourne | Rasen | Tommy Paul      | 6:4, 1:6, 6:4  |
| 3.  | 27. Juli 2024 | Umag       | Sand  | Lorenzo Musetti | 2:6, 6:4, 7:65 |

##### ATP Challenger Tour
| Nr. | Datum             | Turnier    | Belag | Finalgegner             | Ergebnis       |
| --- | ----------------- | ---------- | ----- | ----------------------- | -------------- |
| 1.  | 4. Oktober 2020   | Split      | Sand  | Pedro Sousa             | 4:6, 6:3, 7:64 |
| 2.  | 22. November 2020 | Guayaquil  | Sand  | Andrej Martin           | 6:4, 3:6, 6:2  |
| 3.  | 6. Dezember 2020  | Campinas   | Sand  | Roberto Carballés Baena | 6:4, 3:6, 6:3  |
| 4.  | 8. August 2021    | Cordenons  | Sand  | Tomás Martín Etcheverry | 6:1, 6:2       |
| 5.  | 29. Januar 2022   | Santa Cruz | Sand  | Camilo Ugo Carabelli    | 6:4, 6:3       |

#### Finalteilnahmen
| Nr. | Datum            | Turnier          | Belag | Finalgegner       | Ergebnis  |
| --- | ---------------- | ---------------- | ----- | ----------------- | --------- |
| 1.  | 7. März 2021     | Buenos Aires (1) | Sand  | Diego Schwartzman | 1:6, 2:6  |
| 2.  | 27. Mai 2023     | Lyon             | Sand  | Arthur Fils       | 3:6, 5:7  |
| 3.  | 16. Februar 2025 | Buenos Aires (2) | Sand  | João Fonseca      | 4:6, 6:71 |

## Abschneiden bei Grand-Slam-Turnieren

### Einzel
| Turnier         | 2021 | 2022 | 2023 | 2024 | 2025 | Karriere |
| --------------- | ---- | ---- | ---- | ---- | ---- | -------- |
| Australian Open | Q2   | Q1   | 3    | 2    | 3    | 3        |
| French Open     | 1    | 1    | AF   | AF   | 1    | AF       |
| Wimbledon       | Q3   | 1    | 2    | 1    | 1    | 2        |
| US Open         | Q3   | 1    | 2    | 2    |      | 2        |

Zeichenerklärung: S = Turniersieg; F, HF, VF, AF = Einzug ins Finale / Halbfinale / Viertelfinale / Achtelfinale; 1, 2, 3 = Ausscheiden in der 1. / 2. / 3. Hauptrunde; Q1, Q2, Q3 = Ausscheiden in der 1. / 2. / 3. Qualifikationsrunde; nicht ausgetragen